# Ošljak
Ošljak est un village de la municipalité de Preko (Comitat de Zadar) en Croatie. Au recensement de 2011, le village comptait 29 habitants.